# Dalbergia glomerata
Dalbergia glomerata é uma espécie vegetal da família Fabaceae.
Apenas pode ser encontrada no seguinte país: México.